# Gabriel Degenhardt
Gabriel Degenhardt (María Grande, Argentina, 2 de febrero de 2004) es un futbolista profesional argentino que se desempeña como guardameta y actualmente milita en Deportes Temuco de la Primera B de Chile.

## Trayectoria
Nacido en María Grande, comenzó a jugar al fútbol en el Atlético María Grande de su barrio, para luego unirse al Litoral de su ciudad natal. A los 11 años se unió a las inferiores de Colón y luego a Patronato. Luego del Torneo de Nogoya organizado por Patronato, fue visto por ojeadores de River Plate, que a principios de 2017 lo firmaron para sus divisiones inferiores.
Tras completar su proceso formativo, en 2023 comenzó a formar parte de la reserva del conjunto millonario. En enero de 2024, firmó su primer contrato como profesional, por una temporada.Tras no ser considerado por el entrenador Marcelo Escudero, en octubre de 2024 es dejado libre por el equipo millonario.
El 4 de octubre de 2024 es anunciado como nuevo refuerzo de Deportes Temuco de la Primera B de Chile, junto a su compatriota Félix Triñanes. Tras jugar el resto de 2024 con la proyección, debutó en el primer equipo temuquense el 26 de enero de 2025, en partido válido por la Copa Chile 2025 ante Huachipato, con derrota por 5-0. El 26 de abril del mismo año, luego de una lesión en el calentamiento previo del arquero titular Yerko Urra, debutó como titular en el partido ante Curicó Unido en partido válido por la Liga de Ascenso 2025, teniendo una destacada participación, entregando su valla invicta en el empate sin goles. Al minuto 90+2, fue expulsado al frenar una manifiesta ocasión de gol, sin embargo fue elegido la figura del partido por la transmisión oficial.

## Clubes
| Club                    | Div.                | Temporada           | Liga  | Liga  | Liga  | Copas nacionales | Copas nacionales | Copas nacionales | Torneos internacionales | Torneos internacionales | Torneos internacionales | Total | Total | Total |
| Club                    | Div.                | Temporada           | Part. | G. R. | V. I. | Part.            | G. R.            | V. I.            | Part.                   | G. R.                   | V. I.                   | Part. | G. R. | V. I. |
| ----------------------- | ------------------- | ------------------- | ----- | ----- | ----- | ---------------- | ---------------- | ---------------- | ----------------------- | ----------------------- | ----------------------- | ----- | ----- | ----- |
| Deportes Temuco · Chile | 2.ª                 | 2025                | 2     | -3    | 1     | 1                | -5               | 0                | —                       | —                       | —                       | 3     | -8    | 1     |
| Deportes Temuco · Chile | Total club          | Total club          | 2     | -3    | 1     | 1                | -5               | 0                | 0                       | 0                       | 0                       | 3     | -8    | 1     |
| Total en su carrera     | Total en su carrera | Total en su carrera | 2     | -3    | 1     | 1                | -5               | 0                | 0                       | 0                       | 0                       | 3     | -8    | 1     |
| 1. 2. 3.                |                     |                     |       |       |       |                  |                  |                  |                         |                         |                         |       |       |       |